# Sterculia lepidotostellata
Sterculia lepidotostellata är en malvaväxtart som beskrevs av Gottfried Wilhelm Johannes Mildbraed. Sterculia lepidotostellata ingår i släktet Sterculia och familjen malvaväxter. Inga underarter finns listade i Catalogue of Life.